# Cerotainia dasythrix
Cerotainia dasythrix är en tvåvingeart som beskrevs av Hermann 1912. Cerotainia dasythrix ingår i släktet Cerotainia och familjen rovflugor. Inga underarter finns listade i Catalogue of Life.